# Relight
『relight』（リライト）は、andropの通算4枚目のアルバム。2011年9月21日にワーナーミュージック・ジャパンから発売された。

## 概要
前作『door』より約7ヶ月ぶりのリリースとなった。andropとしては初のフルアルバムである。2011年5月に開催されたワンマンライブツアー「angstrom 0.3 pm」のファイナル・SHIBUYA-AX公演（2011年5月28日）でリリースが発表された。
オリコンチャートの週間ランキングでは、過去最高位（当時）となる初登場12位を記録した。
初回プレス版は感温インクを用いた特殊スリーブ仕様となっている。
本作発売から約7年半後の2019年2月19日、andropはリキッドルームで開催された『HMV GET BACK SESSION androp「relight」 LIVE』にて本作の収録曲を収録曲順通りに演奏し、「再現」した。

## 収録曲
1. Strobo [2:25]
2. Bell [3:45]
三木孝浩監督のショート･ムービー「空色物語」の「アリと恋文」主題歌。
MV制作は川村真司、清水幹太、AID-DCC。
MVは「Music Video Game」と題し、「初期衝動を信じてアクションを起こそう」というメッセージから、「言葉を届ける・想いを伝える」ことをテーマにした映像体験をゲームとして表現。 実際に入力したメッセージが動物に変換され、その動物をゲームの主人公として操作することで、相手に言葉を届けることができるというものである[4]。
開設された特設サイト[5]は2011年12月6日付でThe Favorite Website Awardsの「Site of the Day」を受賞[6]。さらには「Site of the Month」として、全世界のウェブサイトの中から年間トップ12作品にも選出された[7]。また、東京TDC賞2012ではMVがTDC賞を受賞した[8][9]。
3. Train [2:35]
4. ShowWindow [3:48]
5. Bright Siren [4:21]
リリースに先駆け、2011年6月に公式サイトでの試聴がスタートした[10]。
MV制作は川村真司、清水幹太、長添雅嗣。MVは、曲中の「思い出にならぬように」という歌詞にちなみ、「思い出に残す機械」であるカメラのストロボを使い、光のアニメーションを作成。CGは一切使用しておらず、実際に250台のカメラを並べ、ストロボの光をプログラミングによって制御して撮影した。開設された特設サイトでは、MV撮影に使用された250台のカメラで実際に撮影された写真を閲覧することができるほか、オリジナルのMVを作成することも可能である[11][12]。
6. Tara-Reba [3:07]
7. Pray [2:42]
8. Flashback [2:44]
9. Noah [4:31]
10. Yurariri [3:00]
11. HoshiDenwa [3:55]
12. Relight [5:42]

- 隠しトラックとして『雪のない街[13]』が収録されている。

## ツアー
本作発売2日後の2011年9月23日から10月23日にかけて、ライブハウスツアー「angstrom 0.4 pm」が開催された。
「angstrom 0.4 pm」の開催後は、2012年2月23日から3月31日にかけて、本作のタイトルを冠したライブツアー「relight」を開催。当初は6ヶ所6公演が発表されていたが、追加公演としてスタジオコースト公演を行った。なお、ファイナルのZepp Tokyo公演で演奏された7曲の映像が2012年12月5日リリースのアルバム『one and zero』の初回限定盤DVDに収録された。